# Baoni
Baoni (Kadaura) war ein Fürstenstaat in der Region Bundelkhand von Britisch-Indien. Der Name leitet sich ab von bāwan = 52 (Dörfer).

## Geschichte
Das Fürstentum wurde von dem Muslim Imad al-Mulk Ghazi ad-Din, einem Enkel von Asaf Jah I., dem ersten Nizam von Hyderabad, gegründet, der 1784 die 52 Dörfer zwischen Kalpi und Hamirpur vom Peshwa der Marathen zu Lehen nahm. Die Briten anerkannten seinen Sohn als Nawab und Baoni war 1806–1947 britisches Protektorat. Die Dörfer hatten zusammen eine Fläche von 313 km² und 20.000 Einwohner (1901). Die Residenz war in Kadaura.
Am 4. April 1948 schloss sich Baoni der Fürstenunion Vindhya Pradesh an, wurde aber am 1. Januar 1950 zugleich mit dem Anschluss an Indien zusammen mit den übrigen nördlichen Exklaven Bundelkhands dem Bundesstaat Uttar Pradesh eingegliedert. Am 1. November 1956 wurden alle Fürstenstaaten aufgelöst.